# Centaurea behen
Centaurea behen — вид рослин з роду волошка (Centaurea), з родини айстрових (Asteraceae).

## Опис рослини
Це багаторічна рослина з прямовисним голим стеблом ≈ 60–150 см, розгалужена зверху з численними квітковими головами. Листки міцні, з піднесеними жилками, здаються голими; нижні листки на ніжках, дуже великі, як правило ліроподібні, з 1–3 парами зворотних ланцетних сегментів або часточок; стеблові листки довгасті або широколанцетні, іноді перисточасточкові; листя гілок набагато дрібніше, від ланцетного до яйцювато-ланцетоподібного. Кластер філаріїв (приквіток) 18–28 × 10–20 мм, стиснутий до верху. Квітки жовті. Сім'янки ≈ 5 мм; папуси 5–8 мм. Період цвітіння: червень — серпень.

## Середовище проживання
Поширений від східного Середземномор'я до Туркменістану й Ірану. Населяє скелясті схили, перелогові поля.

## Синоніми
- Behen album Garsault
- Centaurea acuta Vahl ex M. Bieb.
- Centaurea alata Lam.
- Centaurea babylonica M. Bieb.
- Centaurea brachyptera DC.
- Centaurea germaniciae Hausskn. ex Boiss.
- Microlophus alatus (Lam.) Cass.
- Piptoceras behen (L.) Cass.
- Rhaponticum behen (L.) Kostel.
- Rhaponticum behen (L.) Ratier